# L'uomo e il mare (album)
L'uomo e il mare, pubblicato da Dischi Ricordi nel 1972, è il primo album del musicista italiano Il Guardiano del Faro (Federico Monti Arduini).
Contiene il singolo di successo Il gabbiano infelice, versione strumentale del brano tradizionale statunitense Amazing Grace, che fece conoscere Monti Arduini al grande pubblico. Il brano Oceano, già lato B dello stesso 45 giri, non è altro che Il gabbiano infelice inciso alla rovescia, cioè capovolgendo la bobina di nastro magnetico.

## Tracce
Musiche di Arfemo (Federico Monti Arduini), eccetto dove indicato.
Lato A
1. In (Garryowen, strumentale) – 0:41 (musica: tradizionale, arrangiamento: F. M. Arduini)
2. L'uomo e il mare (strumentale) – 3:22
3. L'elefante e il bambino (strumentale) – 3:20 (musica: Arfemo, Giancarlo Colonnello, Ricky Gianco)
4. Canto d'amore indiano (strumentale) – 3:05 (musica: Rudolf Friml, arr. F. M Arduini)
5. Ricordando la banda reale (strumentale) – 3:41
6. Oceano (strumentale) – 3:12

Lato B
1. Il gabbiano infelice (New Britain/Amazing Grace, strumentale) – 3:18 (musica: tradizionale, arr. F. M. Arduini)
2. Il padrino (Love Theme from the Godfather, strumentale) – 2:54 (musica: Nino Rota, arr. F. M. Arduini)
3. Riflessioni (strumentale) – 2:22
4. L'isola del tesoro (strumentale) – 2:10 (musica: Natale Massara)
5. IX Sinfonia IV Movimento - allegro alla marcia (strumentale) – 2:54 (musica: Ludwig van Beethoven, arr. F. M. Arduini)
6. Vulcano (strumentale) – 3:06
7. Out (Garryowen, strumentale) – 0:37 (musica: tradizionale, arr. F. M. Arduini)